# Andrea Frazzetta
Andrea Frazzetta (Lecce, 1977) è un fotoreporter italiano.
Lavora per riviste come The New York Times e National Geographic Travel.

## Biografia
È cresciuto a Milano, dove ha studiato arte e architettura. Dopo la laurea ha raggiunto la foresta amazzonica per documentare il lavoro di una piccola ONG e dal quel momento ha deciso di dedicarsi a tempo pieno alla fotografia, utilizzandola come mezzo di scoperta e narrazione.
Ha iniziato a viaggiare e a lavorare su importanti lavori fotografici, soprattutto in Africa, Sud America e nell'area mediterranea. Ha lavorato a progetti personali e assegnazioni in più di 70 paesi del mondo.

## Premi e riconoscimenti
Le sue foto sono state pubblicate su The New York Times, Newsweek, National Geographic Magazine, Geo, The Times, Bloomberg Business-Week, The Guardian, Der Spiegel, L'Espresso, Vanity Fair. Ha esposto al festival internazionale di fotografia di Arles, al festival di Noorderlicht, al Visa Pour l'Image, il festival internazionale di fotogiornalismo di Perpignan e al festival internazionale di fotografia Cortona On The Move. I numerosi riconoscimenti da lui ottenuti sono: lo Yann Geffroy Award per la storia “Obama Village”, il PDN Photo Annual per un lavoro sul cinema africano commissionato dalla rivista The New York Times, l'American Photography per gli scatti da Tokyo pubblicati su Newsweek, e il PX3, il premio della fotografia di Parigi. Nel 2017 ha vinto il PND Photo Annual, The American Photography, The Fence e ha ottenuto la medaglia d'oro nella categoria "Feature Story" della Society of Publication Designers degli Stati Uniti.
Nel maggio 2020 è vincitore Premio Ischia internazionale di giornalismo per le immagini degli “eroi italiani” che hanno combattuto contro il COVID-19, pubblicate sul New York Times.

## Libri
- Elikia. Storie dal Congo (2007)